# Однажды вечером в поезде
«Однажды вечером в поезде» (фр. Un soir, un train) — франко-бельгийский фильм режиссёра Андре Дельво, снятый им в 1968 году по мотивам романа «De Trein der traagheid» Йохана Дэне.
Премьера фильма состоялась 6 сентября 1968 года. В России впервые был показан 29 июня 2003 года на Московском международном кинофестивале.

## Сюжет
Действие происходит во Фландрии. Главный герой фильма — Матиас, профессор лингвистики в Лёвенском католическом университете. Действия фильма происходят приблизительно в 1967—1968 годах, когда в университете происходят массовые акции протеста фламандских студентов против присутствия в нём франкофонов. Эти события являются частью давнего Франко-фламандского конфликта в Бельгии и проходят в качестве фона через весь сюжет картины.
Матиас живёт с француженкой Анной. Она работает художником по костюмам в театре при университете. Анна хотела бы, чтобы они поженились, но Матиас опасается того, что люди из его фламандского окружения осудят брак с француженкой.
Однажды, в самый разгар забастовок, когда на занятиях по этой причине отсутствуют почти все студенты, Матиаса отправляют читать лекции по работам Фердинанда де Соссюра в другой университет. Он отправляется туда на поезде с главного железнодорожного вокзала Антверпена. Перед отъездом между ним и Анной происходит размолвка, но она, всё же, садится вместе с ним в поезд. В присутствии других пассажиров они не решаются начать разговор. Матиас засыпает, а когда во время одной из остановок поезда он просыпается, то обнаруживает, что Анны нет в купе. Он идёт искать её по поезду, но, не обнаружив, выходит из него вместе с тремя другими пассажирами, чтобы узнать где они остановились, так как поезд стоит посреди неизвестной им местности. Когда они выходят, состав неожиданно трогается и уезжает, оставив их одних посреди полей, откуда им и предстоит теперь выбираться.

## В ролях
| Актёр            | Роль             |
| ---------------- | ---------------- |
| Ив Монтан        | Матиас Врэмен    |
| Анук Эме         | Анна             |
| Гектор Камерлинк | Готфриг Гернутер |
| Франсуа Бекелер  | Валь             |
| Майкл Гоф        | Иеремия          |
| Адриана Богдан   | Мойра            |
| Домиен Де Грютер | Вернер           |
| Ян Пере          | Хенрик           |